# Saison
Als Saison ([sɛzɔ̃]; französisch saison, „Jahreszeit, Zeitraum“; zu lateinisch satio, „das Säen, Pflanzen“) wird in der Wirtschaft derjenige Zeitabschnitt innerhalb eines Jahres verstanden, in welchem eine hauptsächliche Aktivität stattfindet, die im restlichen Jahr nicht oder kaum in Erscheinung tritt.

## Allgemeines
Diese Aktivitäten erfolgen entweder wegen einer bestimmten Jahreszeit (Wintersaison) oder aus anderen Gründen (Theatersaison) und sind mit überdurchschnittlich hoher Nachfrage (Arbeitsnachfrage, Güternachfrage) oder Arbeitsintensität verbunden. Da ein beachtlicher Teil der Wirtschaftssubjekte (Privatpersonen, Unternehmen, Staat) und Wirtschaftsobjekte (Produkte und Dienstleistungen) von der Saison abhängig ist, wirkt sie sich erkennbar auf das Bruttoinlandsprodukt eines Staates aus.

## Arten
Nach der Intensität der Saison wird insbesondere im Tourismus unterschieden zwischen Hauptsaison (oder Hochsaison; englisch peak season), Nebensaison (englisch low season) und außerhalb der Saison (englisch off-season). Bei der Nebensaison kann zwischen Vor- und Nachsaison unterschieden werden, wobei die Vorsaison vor der Hauptsaison und die Nachsaison danach liegt.

## Saisonabhänge Wirtschaftszweige
Einige Wirtschaftszweige sind besonders von saisonalen Schwankungen (positiv oder negativ) betroffen:
| Saison | Wirtschaftszweige                                                | Beispiele |
| ------ | ---------------------------------------------------------------- | --- |
| Winter | Bauwirtschaft Pharmaindustrie Sport Textilindustrie Einzelhandel | Wintergeld Erkältungs- und Grippesaison Wintersport Winterkleidung, Winterkollektion Weihnachtsgeschäft        |
| Sommer | Getränkeindustrie Sport Textilindustrie Tourismus Einzelhandel   | Erfrischungsgetränke Sommersport Sommerkleidung, Bademoden, Sommerkollektion Sommerferien Sommerschlussverkauf |

Die Saison beeinflusst vielfältige gesellschaftlich-kommerzielle Bereiche. Weitere Beispiele sind
- im Sport die Zeit von Wettkämpfen (Fußball- oder Skisaison),
- in der Kultur- und Unterhaltungsindustrie die Opern-, Schauspiel- oder Filmsaison (Spielzeit) sowie die Saison der Schausteller,
- in der Mode die Frühling-/Sommer- oder die Herbst-/Wintersaison.

Nicht in feste Jahreszeiten einzuordnen sind die Fischerei (Fangsaison), Jagd (Jagdsaison), Landwirtschaft (Sommerweizen, Wintergerste) oder der Tourismus, wo die Tendenz besteht, die ursprüngliche Monostruktur der Sommersaison mit einer Stärkung der Wintersaison zu verringern.

## Saisonbegriffe
Unternehmen, deren Betriebszweck und/oder Kerngeschäft überwiegend oder vollständig nur in einer Saison realisiert werden kann, heißen Saisonbetriebe. Ihre Arbeitnehmer sind meist in der Saisonarbeit tätig, ihre Produkte heißen Saisonartikel. In der Landwirtschaft gehören hierzu unter anderem folgende Agrarprodukte:
| Agrarprodukt | Name der Kampagne           | Erntezeit                                            |
| ------------ | --------------------------- | ---------------------------------------------------- |
| Kirschen     | Kirschenernte               | Juni und Juli (Weiterverarbeitung zu Saft und Likör) |
| Marillen     | Marillenernte in der Wachau | ab Juli                                              |
| Spargel      | Spargelsaison               | Mai und Juni                                         |
| Wein         | Weinlese                    | Spätsommer mit gleichzeitigem Keltern                |
| Zuckerrübe   | Zuckerkampagne              | im Herbst                                            |

In der Landwirtschaft wird die Erntesaison auch als Kampagne bezeichnet. In anderen Klimazonen liegt der Saisonschwerpunkt der Erntezeit unterschiedlich. So wird die Ananas in den Tropen Südamerikas zwischen März und Juli geerntet, die Mango im April in Kerala (Indien), in Pakistan zwischen Juli und August und in Mittelamerika zwischen Dezember und Januar. Entsprechend wird in diesen Regionen der Saisonbegriff verwendet.
Bei Betrieben, die nicht ganzjährig voll ausgelastet arbeiten können (Saisonbetriebe), werden für die jeweiligen Zeiträume erhöhter Arbeitsbelastung traditionell zusätzliche Arbeitskräfte eingestellt (Saisonarbeiter). Bei Saisonartikeln ist zu unterscheiden zwischen einmaligen und zyklischen Saisonartikeln. Erstere sind vor allem im Textilhandel anzutreffen, weil dort ausschließlich für eine Saison beschafft, produziert und verkauft wird. Als zyklische Saisonartikel bezeichnet man Artikel, die lediglich zu bestimmten Zeitfenstern des Jahres verkauft werden können (Süßwaren: Osterhasen und Weihnachtsgebäck).

## Saisonwanderung
Als Saisonwanderung wird eine Arbeitsmigration von Arbeitskräften aus dem Ausland (Wanderarbeiter) verstanden, die zum Ausgleich jahreszeitlich bedingter temporärer Überbeschäftigung in bestimmte Wirtschaftszweige stattfindet. Sie erfordert eine hohe Faktormobilität (Arbeitsmobilität) und setzt voraus, dass der heimische Arbeitsmarkt kurzfristig nicht imstande ist, die saisonal erforderlichen Arbeitskräfte aus dem Inland bereitzustellen, so dass die Arbeitsnachfrage nur aus dem Ausland befriedigt werden kann. Typisches Beispiel sind in der Landwirtschaft die Erntehelfer aus Polen bei der Spargelernte.

## Auswirkungen
Tritt in der Wirtschaft bei Saisonbetrieben oder anderen Unternehmen außerhalb der Saison temporäre saisonale Arbeitslosigkeit auf, begegnet der Staat dieser mit einem Saison-Kurzarbeitergeld. Der Einzelhandel versucht, saisonal bedingte Umsatzschwankungen durch Saisonschlussverkauf zu kompensieren.
Eine nachrichtenarme Phase im Sommer wird im Journalismus als Sommerloch bezeichnet. Sie wird oft ausgeglichen durch Berichterstattung über Ereignisse und Personen, für die sonst keine Sendezeit und kein Platz in den Zeitungen wäre, oder es werden vermeintliche Sensationsmeldungen ohne Nachrichtenwert verbreitet.

## Wirtschaftliche Aspekte
In der Volkswirtschaftslehre spielen Saisoneinflüsse eine große Rolle. Beispielsweise wird die Bauleistung im Baugewerbe im ersten Quartal eines Jahres aufgrund der winterlichen Witterungsbedingungen typischerweise deutlich niedriger ausfallen als in den Frühlings- und Sommermonaten. Auch Gaststätten, Hotels und Tourismus sind saisonal stark beeinflusst, so dass das Bruttoinlandsprodukt auch aus saisonalen Gründen im Jahresverlauf schwankt. Derartige Saisoneinflüsse können zu saisonaler Arbeitslosigkeit führen. Diese Einflüsse wirken sich im Regelfall nicht auf die allgemeine Konjunktur aus und werden – zwecks Vergleichbarkeit der Wirtschaftsstatistiken – durch Saisonbereinigung eliminiert.
Natürliche Saisonschwankungen ergeben sich aus meteorologisch bedingten Witterungseinflüssen wie der Erntezeit in der Landwirtschaft oder der Frostperiode in der Bauwirtschaft, künstliche Saisonschwankungen entstehen durch Kultur oder Zivilisation wie das Weihnachtsgeschäft vor und nach Weihnachten.
In der Betriebswirtschaftslehre weisen Saisonbetriebe während der Saison tendenziell Voll- oder sogar Überbeschäftigung auf, beispielsweise im Tourismus entsteht in der Saison der Massentourismus, der sich auch auf Gaststätten und Hotellerie auswirkt und zur Einstellung von Saisonkräften führt. Nach der Saison entsteht Unterbeschäftigung, die durch Entlassung der Saisonarbeiter verringert wird. Die Preispolitik dieser Saisonbetriebe nutzt die Arten der Saison zur Preisdifferenzierung. Das geschieht im Rahmen der zeitlichen Preisdifferenzierung durch Hochpreisstrategie während der Hauptsaison und Niedrigpreisstrategie außerhalb der Hauptsaison. Diese Strategien nutzen die unterschiedlichen Zahlungsbereitschaften der Konsumenten aus.